# Policía Germano-Croata
La Policía Germano-Croata (en alemán: Deutsch-Kroatische Polizei; en croata: Hrvatsko-Njemačko Redarstvo), también conocida como Policía SS Germano-Croatas, fue una fuerza establecida por las SS para operaciones de seguridad interna en el Estado Independiente de Croacia, un estado títere de la Alemania nazi durante la Segunda Guerra Mundial. En total, 32.000 croatas sirvieron en las distintas unidades de esta Policía, bajo mando alemán, con la tarea de preservar el orden y ayudar a defender las posiciones estratégicas del Eje en todo el país.

## Antecedentes
Cuatro días después de que la Wehrmacht invadiera el Reino de Yugoslavia, el 6 de abril de 1941, la organización fascista croata Ustasha bajo el mando del Poglavnik Ante Pavelić proclamó el Estado Independiente de Croacia (NDH), con el apoyo del Eje. El 17 de abril de 1941, Yugoslavia se rindió a las potencias del Eje, ese mismo mes el NDH, resolvió crear un estado croata católico “puro”, estableció los primeros campos de concentración de la Ustasha e introdujo leyes discriminatorias contra serbios, judíos y gitanos. Los arrestos masivos y deportaciones comenzaron unos días después bajo la supervisión de la Ustasha.

## Historia
A medida que avanzaba la guerra, las fuerzas armadas alemanas comenzaron a quejarse cada vez más de la matanza de comunidades serbias enteras por parte de la Ustasha y de su incapacidad para someter a las fuerzas guerrilleras. En febrero de 1942, el Ministerio de Relaciones Exteriores de Alemania en Zagreb estimó que la Ustasha había asesinado a aproximadamente 300.000 serbios. La Wehrmacht llegó a la conclusión de que las acciones de los Ustashas estaban llevando a los campesinos serbios a la insurgencia, las SS también consideraron que la acción violenta completamente desinhibida de los Ustashas en territorio croata era cada vez más contraproducente en vista del empeoramiento de la situación bélica.
En respuesta a principios de 1943 las autoridades alemanas comenzaron a endurecer su control sobre los Ustashas, se decidió que la soberanía policial croata solo debería existir si beneficiaba los intereses alemanes, esto significó la transferencia del poder policial, y parte del poder ejecutivo en Croacia a los departamentos alemanes.

## Formación y organización
El 10 de marzo de 1943, después de que se llegara a un acuerdo con el gobierno del NDH, con respecto a la seguridad interior del país, el representante del Reichsführer-SS Himmler en Croacia, el SS- und Polizeiführer superior de Croacia, el SS-Brigadeführer y Generalmajor de la Policía Konstantin Kammerhofer estableció una fuerza policial germano-croata (HSSPF). Hasta entonces, ningún regimiento de policía alemán operaba en Croacia. Los oficiales y cuadros de la fuerza eran en su mayoría alemanes y Volksdeutsche (alemanes étnicos), mientras que el resto de las filas eran voluntarios o reclutas croatas. Los hombres vestían uniformes de las SS alemanas con el parche del escudo nacional croata en el antebrazo izquierdo. Se les pidió que hicieran el juramento a Hitler y juraran lealtad al dictador croata Ante Pavelić.
Según el acuerdo, la policía croata tenía que estar disponible para las autoridades alemanas siempre que lo consideraran necesario, todas las ramas de la administración croata tenían que proporcionar información a Kammerhofer y ayudar a sus fuerzas cuando fuera necesario. En el caso de nuevas operaciones militares en un área, las unidades mixtas de policía de las SS debían quedar inmediatamente bajo el mando del comandante militar alemán.
Para septiembre de 1943 se formaron siete batallones, la composición inicial de la fuerza fue:
- 1-5 Polizei Freiwilligen-Regimenter "Kroatien" (Regimientos de Voluntarios de la Policía "Croacia") de 3 batallones cada uno.
- 1-15 batallones independientes de Polizei-Freiwilligen "Kroatien" (batallones de voluntarios de la policía "Croacia").

En septiembre de 1943, como resultado del vacío de poder creado por la capitulación de Italia, la Oficina Central de Seguridad del Reich (RSHA) envió al recién establecido Einsatzgruppe E (un escuadrón de la muerte) del Sicherheitsdienst, bajo el SS-Obersturmbannführer Gunther Hermann, para reforzar la presencia policial en Croacia. Como parte de la fuerza policial, el Einsatzgruppe E y sus Einsatzkommandos del tamaño de 1 a 5 batallones, pudieron enfrentarse a los partisanos yugoslavos con hombres endurecidos y entrenados en combate durante la campaña del Este. Los Einsatzkommandos se desplegaron en el área de Vinkovci, Sarajevo, Bania Luka, Knin y Zagreb para luchar contra los movimientos de resistencia. El Einsatzgruppe E organizó la deportación de los judíos que habían encontrado refugio en la región costera de Dalmacia, los distritos de Croacia anteriormente bajo control italiano, al campo de concentración de Auschwitz.
En diciembre de 1944, el comandante de policía del BdO (Befehlshaber der Ordnungspolizei) levantó en Zagreb una Polizei Panzer-Jäger Kompanie "Kroatien" (Compañía Policial Antitanque "Croacia"), independientemente de las otras unidades. Los croatas también tripulaban el 16. SS- Polizei Panzer Kompanie (16.ª Compañía Blindada SS de la Policía) que incluía vehículos blindados y tanques ligeros. En Bosnia, la fuerza policial supervisaba una milicia llamada Ortswehr. A finales de 1944, la fuerza representaba un total de 32.000 hombres bajo el mando de la policía alemana y las SS.
A principios de 1945, 12 de los batallones de voluntarios de la policía finalmente se combinaron en una división de policía croata.

## Comandantes
- SS-Gruppenführer y Generalleutnant de policía Konstantin Kammerhofer (13 de marzo de 1943 al 10 de enero de 1945)